# PM Entertainment Group, Inc.
PM Entertainment Group, Inc. fue una productora independiente estadounidense , una compañía de distribución que producía una línea distintiva de películas de bajo a mediano presupuesto principalmente dirigidas al mercado de videos domésticos. La compañía se diversificó hacia la producción de televisión y vehículos estrella de mayor presupuesto antes de que sus fundadores la vendieran en 2000.

## Historia

### City Lights Entertainment (1986-1990)
En 1986, Joseph Toufik Merhi y Richard Joseph Pepin, directores y productores de cine independiente, fundaron la productora City Lights Entertainment con Ronald L. Gilchrist para sus primeras películas, la comedia Hollywood In Trouble y la película Slasher Mayhem. Las películas tuvieron éxito y captaron el auge de VHS Direct-to-video a partir de mediados de los años 80.
Sin embargo, en 1989, la relación entre Pepin/ Merhi y Gilchrist se agrió y su asociación se disolvió y Gilchrist y City Lights se quedaron con los derechos de las películas ya producidas o en producción.produced or in production. Las últimas películas estrenadas por City Lights fueron Payback y Contra Conspiracy en 1990.  City Lights Entertainment produjo once películas entre 1986 y 1990.

### PM Entertainment Group Inc. (1989-2000)[6]
Alrededor de 1989, después de separarse de Ronald Gilchrist, Richard (Rick) Pepin y Joseph Merhi comenzaron PM Entertainment (PM Entertainment por los apellidos P epin- M erhi). Basado en la exitosa fórmula iniciada en City Lights Entertainment, PM Entertainment firmó un contrato de distribución exclusivo con HBO y George Shamieh se unió como tercer socio y jefe de ventas. La primera película producida por PM Entertainment fue L.A. Heat, dirigida por Merhi y protagonizada por Lawrence Hilton-Jacobs y Jim Brown . La película fue seguida rápidamente por tres secuelas Angels of the City (1989), LA Vice (1989) yChance (1990) con Lawrence Hilton-Jacobs retomando su papel de Jon Chance en las secuelas y también dirigiendo Angels of the City .
La compañía comenzó a reunir a una compañía de actores y directores para trabajar en múltiples proyectos, incluido Wings Hauser , quien dirigió y protagonizó tres películas para la compañía a principios de los 90, y Jeff Conaway , quien protagonizó tres películas y dirigió Bikini Verano II.
Aunque la compañía se centró principalmente en el mercado de acción y películas de explotación , intentaron diversificarse en películas para niños ( Magic Kid y Bigfoot: The Unforgettable Encounter ) y dramas ( Cellblock Sisters: Banished Behind Bars ) con un éxito limitado. Durante los años 90, PM Entertainment tuvo éxito en el género de kickboxing y artes marciales y defendió a Cynthia Rothrock y Don "The Dragon" Wilson en múltiples proyectos cinematográficos.
En 1996, PM Entertainment se diversificó hacia la producción televisiva con LA Heat (serie de televisión) . La serie de televisión no está relacionada en gran medida con su película anterior, LA Heat , ni con Lawrence Hilton-Jacobs ni con su personaje, Det. Jon Chance, aparece en el programa. En cambio, se centra en Chester "Chase" McDonald ( Wolf Larson ) y el detective August Brooks ( Steven Williams ), dos detectives de la policía de Los Ángeles que investigan robos/homicidios. La serie se emitió en TNT durante dos temporadas a partir del 15 de marzo de 1999.
En 1996, PM Entertainment se diversificó hacia la producción televisiva con LA Heat (serie de televisión) . La serie de televisión no está relacionada en gran medida con su película anterior, LA Heat , ni con Lawrence Hilton-Jacobs ni con su personaje, Det. Jon Chance, aparece en el programa. En cambio, se centra en Chester "Chase" McDonald ( Wolf Larson ) y el detective August Brooks ( Steven Williams ), dos detectives de la policía de Los Ángeles que investigan robos/homicidios. La serie se emitió en TNT durante dos temporadas a partir del 15 de marzo de 1999.
Una segunda serie de televisión, Hollywood Safari , que actuó como una continuación de la película del mismo nombre de PM Entertainment de 1997 y protagonizada por Sam J. Jones y Ted Jan Roberts , duró una temporada antes de su cancelación.
En 1997, PM Entertainment decidió que quería duplicar sus propias instalaciones en Sun Valley, para mudarse a un sitio de casi 15 acres.

### The Harvey Entertainment Group (2000-2002)
El modelo comercial de PM Entertainment cambió a finales de los 90 para adaptarse al requisito de los distribuidores de que las películas contrataran nombres rentables para los proyectos y comenzaron a hacer películas como Inferno con Jean-Claude van Damme , lo que afectó en gran medida su margen de ganancias. Joseph Merhi y Richard Pepin vendieron la empresa a The Harvey Entertainment Group a principios de 2000 por 6,5 millones de dólares en efectivo y otros 1,45 millones de dólares en acciones.  George Shamieh permaneció al frente de la empresa bajo los nuevos propietarios. La compañía continuó produciendo vehículos estrella como Layover con David Hasselhoff y Camouflage con Leslie Nielsen .Sin embargo, Shamieh dejó la empresa a finales de 2000 debido a la reestructuración financiera de The Harvey Entertainment Group.
Se contrató a CineTel Films para comercializar la biblioteca de PM Entertainment y vender los derechos de las próximas producciones Con Express y Tunnel con Daniel Baldwin. Estas serían las últimas películas producidas bajo la bandera de PM Entertainment. Enfrentando la liquidación, en 2001, The Harvey Entertainment Group vendió sus activos, excluyendo PM Entertainment, a Classic Media , aunque PM Entertainment permanece en manos del jefe de Harvey, Roger Burlage, que luego puso la compañía en venta, y dos años más tarde, la empresa vendió PM Entertainment y su biblioteca de más de 150 películas y 2 series de televisión a Echo Bridge Entertainment, quien también adquirió los activos de CineTel Films.

## Películas
| Año  | Título                                    | Notas |
| ---- | ----------------------------------------- | --- |
| 1989 | L.A. Heat                                 | protagonizada por Lawrence Hilton-Jacobs                                                                                          |
| 1989 | Midnight Warrior                          | protagonizada por Kevin Bernhardt                                                                                                 |
| 1989 | Shotgun                                   | protagonizada por Rif Hutton |
| 1989 | Deadly Breed                              | |
| 1989 | Angels of the City                        | basada por L.A. Heat |
| 1989 | L.A. Vice                                 | L.A. Heat y Angels of the City |
| 1989 | East L.A. Warriors                        | |
| 1990 | Sinners                                   | |
| 1990 | Coldfire                                  | protagonizada de dirigida por Wings Hauser                                                                                        |
| 1990 | Chance                                    | basada por L.A. Heat, Angels of the City y L.A. Vice aparición final de Lawrence Hilton-Jacobs y Jon Chance.                      |
| 1990 | Night of the Wilding                      | protagonizada por Erik Estrada |
| 1990 | American Born                             | |
| 1990 | Living to Die                             | protagonizada y y dirigida por Wings Hauser                                                                                       |
| 1990 | Repo Jake                                 | protagonizada por Dan Haggerty |
| 1991 | The Killers Edge                          | protagonizada por Wings Hauser, Karen Black y Robert Z'Dar                                                                        |
| 1991 | The Killing Zone                          | |
| 1991 | The Art of Dying                          | protagonizada por and directed by Wings Hauser                                                                                    |
| 1991 | Quiet Fire                                | protagonizada y dirigida por Lawrence Hilton-Jacobs                                                                               |
| 1991 | Ring of Fire                              | protagonizada por Don "The Dragon" Wilson                                                                                         |
| 1991 | A Time to Die                             | protagonizada por Traci Lords |
| 1991 | Bikini Summer                             | |
| 1992 | The Last Riders                           | protagonizada por Erik Estrada |
| 1992 | Final Impact                              | protagonizada por Lorenzo Lamas                                                                                                   |
| 1992 | Deadly Bet                                | protagonizada por Jeff Wincott |
| 1992 | Maximum Force                             | protagonizada por Sam J. Jones |
| 1992 | Street Crimes                             | |
| 1992 | CIA Code Name: Alexa                      | protagonizada por Kathleen Kinmont, Lorenzo Lamas y O. J. Simpson                                                                 |
| 1992 | Intent to Kill                            | protagonizada por Traci Lords and Yaphet Kotto                                                                                    |
| 1992 | Out for Blood                             | protagonizada por Don "The Dragon" Wilson                                                                                         |
| 1992 | Bikini Summer II                          | la continuación de Bikini Summer                                                                                                  |
| 1993 | Alien Intruder                            | protagonizada por Billy Dee Williams, Jeff Conaway and Maxwell Caulfield                                                          |
| 1993 | Ring of Fire II: Blood and Steel          | la continuación de Ring of Fire                                                                                                   |
| 1993 | Fist of Honor                             | protagonizada por Sam J. Jones |
| 1993 | Magic Kid                                 | |
| 1993 | To Be The Best                            | |
| 1993 | Sunset Strip                              | protagonizada por Jeff Conaway |
| 1993 | Private Wars                              | protagonizada por Steve Railsback                                                                                                 |
| 1993 | Firepower                                 | protagonizada por Gary Daniels |
| 1993 | Amore!                                    | protagonizada por Jack Scalia y Kathy Ireland                                                                                     |
| 1993 | CIA II: Target Alexa                      | la continuación de CIA Code Name: Alexa                                                                                           |
| 1993 | No Escape, No Return                      | protagonizada por Maxwell Caulfield                                                                                               |
| 1994 | Storybook                                 | |
| 1994 | Magic Kid II                              | |
| 1994 | Direct Hit                                | protagonizada por [William Forsythe                                                                                               |
| 1994 | Forced to Kill                            | protagonizada por Michael Ironside                                                                                                |
| 1994 | CyberTracker                              | protagonizada por Don "The Dragon" Wilson                                                                                         |
| 1994 | Zero Tolerance                            | protagonizada por Robert Patrick                                                                                                  |
| 1994 | Ice                                       | protagonizada por Traci Lords |
| 1994 | Deadly Target                             | protagonizada por Gary Daniels |
| 1994 | A Dangerous Place                         | protagonizada por Ted Jan Roberts y Corey Feldman                                                                                 |
| 1994 | Guardian Angel                            | protagonizada por Cynthia Rothrock                                                                                                |
| 1994 | T-Force                                   | protagonizada por Jack Scalia |
| 1994 | Ring of Fire III: Lion Strike             | la continuación de Ring of Fire y Ring of Fire II: Blood and Steel                                                                |
| 1995 | Forbidden Games                           | |
| 1995 | Steel Frontier                            | protagonizada por Joe Lara, Bo Svenson, Brion James y Kane Hodder                                                                 |
| 1995 | Bigfoot: The Unforgettable Encounte       | protagonizada por Matt McCoy y Zachery Ty Bryan                                                                                   |
| 1995 | Hologram Man                              | protagonizada por Joe Lara |
| 1995 | The Knickerbocker Gang: The Talking Grave | |
| 1995 | The Power Within                          | protagonizada por Ted Jan Roberts y William Zabka                                                                                 |
| 1995 | To the Limit                              | protagonizada por Anna Nicole Smith, la continuación de DaVinci's War                                                             |
| 1995 | Last Man Standing                         | protagonizada por Jeff Wincott |
| 1995 | Rage                                      | protagonizada por Gary Daniels |
| 1995 | Cyber Racker 2                            | a continuación de CyberTracker |
| 1995 | Caged Hearts                              | |
| 1995 | Cellblock Sisters: Banished Behind Bars   | |
| 1995 | Sinful Intrigue                           | |
| 1995 | Two Bits & Pepper                         | protagonizada por Joe Piscopo |
| 1995 | Under Lock and Key                        | |
| 1996 | The Sweeper                               | protagonizada por Jeff Fahey |
| 1996 | Skyscraper                                | protagonizada por Anna Nicole Smith                                                                                               |
| 1996 | Tiger Heart                               | protagonizada por Ted Jan Roberts                                                                                                 |
| 1996 | The Silencers                             | protagonizada por Jack Scalia |
| 1996 | Sword of Honor                            | |
| 1996 | Pure Danger                               | protagonizada y dirigida por C. Thomas Howell                                                                                     |
| 1996 | Dark Breed                                | protagonizada por Jack Scalia |
| 1996 | My Uncle the Alien                        | |
| 1996 | Riot                                      | protagonizada por Gary Daniels |
| 1996 | Natural Enemy                             | protagonizada por Donald Sutherland                                                                                               |
| 1996 | Stormy Nights                             | protagonizada por Shannon Tweed                                                                                                   |
| 1996 | Earth Minus Zero                          | protagonizada por Pat Morita and Sam J. Jones                                                                                     |
| 1997 | The Big Fall                              | protagonizada y dirigida por C. Thomas Howell                                                                                     |
| 1997 | Busted                                    | starring Corey Feldman, Corey Haim and Elliott Gould                                                                              |
| 1997 | Little Bigfoot                            | protagonizada por P.J. Soles |
| 1997 | Executive Target                          | protagonizada por Michael Madsen, Roy Schieder, Keith David and Angie Everhart                                                    |
| 1997 | Hollywood Safari                          | protagonizada por John Savage, Ted Jan Roberts y Don "The Dragon" Wilson                                                          |
| 1997 | Catherine's Grove                         | protagonizada por Jeff Fahey |
| 1997 | Dinner at Fred's                          | |
| 1997 | Safehouse                                 | protagonizada por Dennis Hopper, Peter Coyote y Chris Sarandon                                                                    |
| 1997 | The Underground                           | protagonizada por Jeff Fahey |
| 1997 | Bikini Summer III: South Beach Heat       | sequel to Bikini Summer and Bikini Summer II                                                                                      |
| 1997 | Heaven Before I Die                       | protagonizada por Giancarlo Giannini y Omar Sharif                                                                                |
| 1997 | Dumb Luck in Vegas                        | |
| 1998 | Recoil                                    | protagonizada por Gary Daniels |
| 1998 | The Sender                                | protagonizada por Michael Madsen y Robert Vaughn                                                                                  |
| 1998 | The Lake                                  | protagonizada por Yasmine Bleeth                                                                                                  |
| 1998 | Little Bigfoot 2: The Journey Home        | la continuación de Little Bigfoot                                                                                                 |
| 1998 | Buck and the Magic Bracelet               | protagonizada por Matt McCoy |
| 1998 | Wilbur Falls                              | starring Sally Kirkland |
| 1998 | Land of the Free                          | starring Jeff Speakman and William Shatner                                                                                        |
| 1998 | Extramarital                              | protagonizada por Traci Lords and Jeff Fahey                                                                                      |
| 1998 | Anna Nicole Smith: Exposed                | documental de la vida de Anna Nicole Smith                                                                                        |
| 1998 | Welcome to Hollywood                      | dirigida por Adam Rifkin |
| 1998 | Renegade Force                            | en Counterforce y Rogue Force |
| 1998 | Malaika                                   | |
| 1998 | The Gardener                              | aka Garden of Evil starring Malcolm McDowell                                                                                      |
| 1998 | Sand Trap                                 | remake de la película de 1953 de Inferno                                                                                          |
| 1999 | When Justice Fails                        | protagonizada por Jeff Fahey |
| 1999 | Can't Stop Dancing                        | protagonizada por Janeane Garofalo                                                                                                |
| 1999 | The Long Kill                             | protagonizada por Willie Nelson y Kris Kristofferson                                                                              |
| 1999 | Running Red                               | protagonizada por Jeff Speakman y Angie Everhart                                                                                  |
| 1999 | Clubland                                  | protagonizada por Lori Petty, dirigida por Mary Lambert                                                                           |
| 1999 | Undercover Angel                          | protagonizada por Yasmine Bleeth                                                                                                  |
| 1999 | No Tomorrow                               | protagonizada por Gary Busey, Pam Grier y Gary Daniels                                                                            |
| 1999 | Inferno                                   | protagonizada por Jean-Claude van Damme, Danny Trejo y Pat Morita                                                                 |
| 1999 | Avalanche                                 | protagonizada por Thomas Ian Griffith, R. Lee Ermey y C. Thomas Howell                                                            |
| 1999 | Y2K                                       | protagonizada por Louis Gossett Jr., Sarah Chalke ay Malcolm McDowell                                                             |
| 2000 | The Spring                                | protagonizada por Kyle MacLachlan                                                                                                 |
| 2000 | The Stray                                 | protagonizada por Michael Madsen y Angie Everhart                                                                                 |
| 2000 | The Chaos Factor                          | protagonizada por Fred Ward, R. Lee Ermey, y Kelly Rutherford                                                                     |
| 2000 | Hot Boyz                                  | de Gang Law |
| 2000 | Epicenter                                 | protagonizada por Gary Daniels, Traci Lords and Jeff Fahey producción final de Richard Pepin y Joseph Merhi para PM Entertainment |
| 2000 | Jailbait                                  | |
| 2000 | High Noon                                 | protagonizada por Tom Skerritt |
| 2000 | Little Heroes 2                           | basada por Little Heroes |
| 2000 | Backyard Dogs                             | protagonizada por Bree Turner |
| 2001 | Camouflage                                | protagonizada por Leslie Nielsen                                                                                                  |
| 2001 | The Elite                                 | protagonizada por Jurgen Prochnow                                                                                                 |
| 2001 | Firetrap                                  | protagonizada por Dean Cain y Lori Petty                                                                                          |
| 2001 | Layover                                   | protagonizada por David Hasselhoff                                                                                                |
| 2002 | Con Express                               | protagonizada por Arnold Vosloo                                                                                                   |
| 2002 | Tunnel                                    | protagonizada por Daniel Baldwin                                                                                                  |

## Programas de televisión
| Título           | Emisión original | Canal original | Notas                                            |
| ---------------- | ---------------- | -------------- | ------------------------------------------------ |
| L.A. Heat        | 1996–1999        | TNT            | protagonizada por Wolf Larson y Steven Williams  |
| Hollywood Safari | 1998             | Animal Planet  | protagonizada por Ted Jan Roberts y Sam J. Jones |